# Scorcher: The Dirty Politics of Climate Change
Scorcher: The Dirty Politics of Climate Change est un livre de Clive Hamilton écrit en 2007, selon lequel c'est l'Australie plutôt que les États-Unis qui a été un obstacle majeur à la mise en place d'un protocole de Kyoto plus efficace. Dans le dernier chapitre du livre, Hamilton affirme que le gouvernement du Premier ministre John  Howard, entre 1996 et 2007, a travaillé activement à la destruction du protocole de Kyoto. Selon Hamilton, « le premier ministre n'a rien trouvé d'inconvenant à s'adresser aux plus gros pollueurs de gaz à effet de serre du pays pour leur demander ce que le gouvernement devrait faire en matière de politique des serres, sans offrir la même possibilité à d'autres industries, et encore moins aux groupes de défense de l'environnement et aux experts indépendants ».
Scorcher est une version mise à jour du livre de 2001 Running from the Storm. Parmi les autres livres de Clive Hamilton, on peut citer Requiem for a Species ou Growth Fetish.